# Asími (Héraklion)
Asími, en grec moderne : Ασήμι, est un village du dème de Gortyne, dans le district régional de Héraklion, de la Crète, en Grèce. Selon le recensement de 2011, la population d'Asími compte 1 189 habitants.
Le village est situé à une altitude de 290 mètres et à une distance de 51 km de Héraklion.